# American Bully
Der American Bully ist eine aus den USA stammende Hunderasse, die nicht von der FCI anerkannt ist. 2013 hat der US-amerikanische Dachverband United Kennel Club (UKC) den Rassestandard veröffentlicht.
Der dachverband-unabhängige American Bully Kennel Club (ABKC) unterscheidet abweichend vier Größen-Kategorien: Pocket, Standard, Classic und XL.

## Herkunft und Geschichtliches
Die Entstehung des American Bully divergiert je nach Autor Vermutlich war er ursprünglich eine Züchtung aus American Staffordshire Terrier und American Pit Bull Terrier, später kamen Kreuzungen mit weiteren Bulldoggenrassen hinzu (American Bulldog, Olde English Bulldogge, Französische Bulldogge und Englische Bulldogge).

## Beschreibung
Der American Bully ist ein robuster, schwerer Hund mit großem Kopf, breiter Brust, kräftigen Knochen und Fell in verschiedensten Farben und Farbkombinationen. Er ist ein Hund, der speziell als Begleithund gedacht ist.

### UKC
Der UKC beschreibt den American Bully als einen mittelgroßen Hund mit einem kompakten, sperrigen, muskulösen Körper, einer schweren Knochenstruktur und einem massigen Kopf. Rüden sollen 17 bis 20 Zoll (43 bis 51 cm) groß sein, während Weibchen 16 bis 19 Zoll (41 bis 48 cm) groß sein sollen. Beachtet werden soll, dass Hunde, die leicht über oder unter diesen Größenordnungen liegen, nicht sanktioniert werden. Die Gesamtbalance und das richtige Verhältnis von Gewicht und Größe sind weitaus wichtiger als das tatsächliche Gewicht und/oder die Größe des Hundes. Als fehlerhaft werden übermäßig große, übermäßig kurze oder übermäßig massige Hunde sowie Hunde, deren Größe so weit von der gewünschten Größe abweicht, dass Gesundheit, Struktur, Bewegung und körperliche Fähigkeiten beeinträchtigt sind, angesehen.

### ABKC
ABKC, ein reiner Züchterverband geht einen eigenen Weg, indem er die Rasse in vier unterschiedliche Größen einteilt und züchtet. Die Rasse wurde 2004 hier anerkannt. Es wird erwartet, dass alle Hunde mit geringfügigen Abweichungen dem jeweils vorgegebenen Standard entsprechen.
- Pocket: weniger als 43 cm
- Standard: 43 bis 51 cm
- Classic: 43 bis 51 cm, aber leichter als der Standardtyp
- XL: mehr als 51 cm bis 57 cm

Bei diesen vier Unterscheidungen gibt es auch noch minimale Abweichungen bei der Länge der Rute und der Beine. So soll beispielsweise ein American Bully Pocket deutlich kürzere Beine aufweisen, um noch „bulliger“ auszusehen. Laut ABKC wurde beabsichtigt, einen ruhigen Hund mit geringerem Antrieb und mehr einschüchternden Eigenschaften als den American Staffordshire Terrier zu züchten; Masse und schwerer Knochenbau wurden priorisiert, um ein solches Aussehen zu erzielen. 
Durchschnittlich wird diese  Hunderasse 10 bis 12 Jahre alt.

## Rasseproblematik

### Deutschland
Das „Gesetz zur Beschränkung des Verbringens oder der Einfuhr gefährlicher Hunde in das Inland“ verbietet es folgende Hunde und Kreuzungen nach Deutschland zu verbringen: Pitbull-Terrier, American Staffordshire-Terrier, Staffordshire-Bullterrier, Bullterrier sowie nach Landesrecht bestimmte Hunde.
Die Verwaltungsgerichte ziehen für nicht anerkannte Rassen eine phänotypische Begutachtung eines amtlichen Veterinärs heran. Dieses Vorgehen ist auch für Mischlinge mit unbekannter Abstammung üblich. Ein Beispiel aus einer Begutachtung: Hinsichtlich der Kopf- und Ohrenform und auch des Körperbaus zeige der Hund markante und signifikante Merkmale der Rassen American Pitbull Terrier und American Staffordshire Terrier.
In der Rasseliste des Hundegesetzes für das Land Nordrhein-Westfalen (§ 3 Abs. 2 LHundG NRW) ist der American Bully nicht aufgeführt. Unter welchen Voraussetzungen ein Hund, der nicht einer der im Gesetz ausdrücklich genannten Hunderassen angehört, dennoch als gefährlicher Hund eingestuft und die Haltung untersagt werden kann, ist gerichtlich noch nicht allgemein und abschließend entschieden.
Das Verwaltungsgericht Düsseldorf bestätigte am 19. Januar 2022 die rechtliche Beurteilung einer American-Bully-Hündin: „… handelt es sich zunächst bei dem von der Klägerin gehaltenen Hund ‚O.‘ um einen gefährlichen Hund im Sinne des § 3 Abs. 2 LHundG NRW, nämlich um die Kreuzung eines im Gesetz als Pittbull [sic!] Terrier bezeichneten American Pitbull Terriers mit einem anderen Hund. Dies gilt ungeachtet des Umstandes, dass der Hund der Klägerin von dieser als American Bully XL bezeichnet wird.“
Das Verwaltungsgericht Berlin stufte eine American-Bully-Hündin im November 2022 erstinstanzlich als gefährlichen Hund ein, da sie wesentliche Merkmale eines American Staffordshire-Terriers habe. Nach Ansicht der Kammer reiche es aus, wenn wesentliche Merkmale des Phänotyps einer der in der Berliner Gefährliche-Hunde-Verordnung (GefHuVO) aufgeführten Hunderassen gegeben seien. Vom Gerichtssachverständigen wurde dargelegt, dass der „American Bully“ keine eigenständige Hunderasse sei, sondern die Bezeichnung für eine „Designer-Rasse“ ohne phänotypische Eigenständigkeit.
Das Oberverwaltungsgericht Rheinland-Pfalz entschied am 9. Februar 2023, dass die Einstufung eines Hundes, dessen Vater ein American Bully war, als gefährlicher Hund nach dem Landesgesetz über gefährliche Hunde (§ 1 Abs. 2 LHundG), zulässig ist.

### Situation in Großbritannien
Nach einer Reihe von Zwischenfällen mit Verletzten und Getöteten wurde im September 2023 durch die britische Innenministerin Suella Braverman angeregt, die Varietät Bully XL in die Liste der verbotenen Hunderassen des Dangerous Dog Act aufzunehmen. Am 15. September 2023 verkündete Premierminister Rishi Sunak, dass der American Bully XL ab Jahresbeginn 2024 in England und Wales in die Liste der verbotenen Hunderassen aufgenommen wird. Ende Oktober 2023 wurden die detaillierten Regeln sowie einige Übergangsfristen von der Regierung bekannt gegeben. Dabei wird – neben dem Vorliegen der anderen rassetypischen Merkmale – ab einer Höhe von 51 cm bei männlichen und 48 cm bei weiblichen adulten Individuen davon ausgegangen, dass es sich um einen XL handelt.
Nachdem das in Fragen der Tierhaltung weitgehend autonome Schottland dem in England und Wales verhängten Verbot anfangs nicht folgte, kam es zu einer nennenswerten Verbringung von XL Bullys aus England und Wales nach Schottland, um die Einschränkungen des Dangerous Dog Act zu umgehen. Diese Entwicklung erklärte der schottische First Minister Humza Yousaf im Januar 2024 für unerwünscht und kündigte eine Übernahme der englischen und walisischen Regelungen für Schottland an, welche am 23. Februar 2024 in Kraft traten. In Nordirland wird von den Behörden ebenfalls eine Notwendigkeit der zeitnahen Festsetzung von Regeln wie in den anderen Teilen des Vereinigten Königreiches gesehen, jedoch war dies durch den seit 2022 andauernden Regierungskollaps des Regionalparlamentes Northern Ireland Assembly in Belfast erschwert umsetzbar. Am 5. Juli 2024 traten jedoch die ersten Einschränkungen wie Maulkorb- und Leinenpflicht sowie Verkehrsbeschränkungen und Zuchtverbot in Nordirland in Kraft. Ab Ende des Jahres 2024 besteht die Pflicht, eine Befreiung vom generellen Verbot zu besitzen.
Verboten wird durch den Dangerous Dog Act letztlich Zucht und Handel, aber auch die Weitergabe und das Aussetzen oder frei Laufenlassen der betreffenden Hunde. Diese müssen innerhalb gewisser Fristen kastriert bzw. sterilisiert sowie gechippt, d. h. mit einem implantierten Kennzeichnungs-Transponder versehen werden und dürfen in der Öffentlichkeit nur mit Leine und Maulkorb geführt werden. Der Halter muss eine Haftpflichtversicherung nachweisen, um eine Befreiung vom Verbot zu erhalten. Eine Einschläferung ist optional, aber bei Einhaltung der Haltungsvoraussetzungen nicht zwingend.
Im Dezember 2024 berichtete BBC, dass statt der vorher angenommenen 10.000 Exemplare in England und Wales rund 57.000 Tiere beim zuständigen Department for Environment, Food and Rural Affairs (Defra) registriert wurden, von denen jedoch ein Drittel nach genauerer Typisierung wieder aus der Befreiungspflicht zu entlassen wäre. Monatlich werden im Schnitt ca. 100 beschlagnahmte oder abgegebene Tiere eingeschläfert. Die jährlichen Kosten für tierärztliche Betreuung und Unterbringung der polizeilich konfiszierten Hunde seien von 4 auf 25 Millionen £ gestiegen.

### Republik Irland
Ebenfalls aufgrund einer zunehmenden Anzahl schwerer Vorfälle mit Personenschäden wurde zum Schutz der öffentlichen Sicherheit am 12. Juli 2024 von der zuständigen Ministerin Heather Humphreys bekanntgegeben, dass ab dem 1. Oktober 2024 ein zweistufiger Plan zum Verbot von XL-Bully-Hunden in Kraft tritt. Zuerst wird ab 1. Oktober Import, Zucht und Weitergabe von Hunden dieser Varietät untersagt, ab dem 1. Februar 2025 gilt ein Haltungsverbot, sofern nicht eine an strenge Voraussetzungen geknüpfte Ausnahmebewilligung beantragt wurde. Die Regelungen ähneln somit denen in Großbritannien.